# Geumgok-dong, Namyangju
Geumgok-dong (koreanska: 금곡동) är en stadsdel i staden Namyangju i  provinsen Gyeonggi i den norra delen av Sydkorea, 22 km nordost om huvudstaden Seoul.